# Senglea Athletic Football Club
Il Senglea Football Club è una squadra di calcio di Senglea, città maltese.
Nella stagione 2025-2026 la squadra milita nella National Amateur League, la terza divisione nazionale.

## Storia
La squadra ha partecipato per 9 volte alla massima serie maltese, l'ultima delle quali nella stagione 2020-2021.
Il suo momento migliore è stato all'inizio degli anni ottanta; nel 1981 la squadra ha raggiunto la Premier League ed è arrivata in finale di Coppa di Malta. La squadra, tuttavia, non ha conquistato titoli di rilievo nazionale.

## Palmarès

### Competizioni nazionali
- Third Division: 1

2012-2013
- National Amateur League: 1

2022-2023

### Altri piazzamenti
- Coppa di Malta:

Finalista: 1980-1981
- First Division:

Secondo posto: 2016-2017
- Second Division:

Secondo posto: 2001-2002

## Organico

### Rosa 2018-2019
| N. |                      | Ruolo | Calciatore       |
| -- | -------------------- | ----- | ---------------- |
| 1  | Malta (bandiera)     | P     | Matthew Farrugia |
| 2  | Malta (bandiera)     | D     | Matthew Bartolo  |
| 3  | Giappone (bandiera)  | C     | Taisei Marukawa  |
| 4  | Marocco (bandiera)   | D     | Mido             |
| 5  | Malta (bandiera)     | D     | Zachary Cassar   |
| 6  | Serbia (bandiera)    | C     | Nikola Mitić     |
| 7  | Malta (bandiera)     | D     | Leighton Grech   |
| 8  | Argentina (bandiera) | C     | Gonzalo Leyton   |
| 8  | Giappone (bandiera)  | C     | Yudai Miyamoto   |
| 9  | Malta (bandiera)     | C     | Carsten Dimech   |
| 9  | Brasile (bandiera)   | A     | Rômulo           |
| 10 | Argentina (bandiera) | C     | Braian Volpini   |
| 11 | Malta (bandiera)     | C     | Kieran Xuereb    |

| N. |                      | Ruolo | Calciatore             |
| -- | -------------------- | ----- | ---------------------- |
| 11 | Brasile (bandiera)   | A     | Diego Silva            |
| 15 | Malta (bandiera)     | D     | Gary Camilleri         |
| 15 | Argentina (bandiera) | C     | Gonzalo Nicolas Virano |
| 17 | Malta (bandiera)     | D     | Rayson Vella           |
| 18 | Italia (bandiera)    | C     | Fabrizio Bramati       |
| 19 | Malta (bandiera)     | D     | Daniel Buckle          |
| 20 | Argentina (bandiera) | C     | Matías García          |
| 21 | Argentina (bandiera) | A     | Augusto Cáseres        |
| 23 | Malta (bandiera)     | C     | Carl Cutajar           |
| 24 | Croazia (bandiera)   | D     | Arian Mršulja          |
| 28 | Malta (bandiera)     | C     | Larson Mallia          |
| 55 | Malta (bandiera)     | D     | Andre White            |
| 55 | Malta (bandiera)     | D     | Christian Sammut       |